# Hermann Rambach
Hermann Rambach (* 21. September 1908 in Waldkirch; † 14. November 1992 ebenda) war ein deutscher Heimatforscher.

## Werdegang

### Ausbildung und Beruf
Hermann Rambach kam als Sohn des Musikzeichners Hermann Rambach zur Welt. Sein Elternhaus befand sich in der Kirchstraße der badischen Stadt Waldkirch. Er besuchte die nahe dem Elternhaus gelegene Volksschule und wechselte im Alter von zehn Jahren auf die Plähnsche Anstalt. Nach dem Abschluss der Realschule absolvierte er bei der Stadt Waldkirch eine Verwaltungslehre und war anschließend kurze Zeit städtischer Angestellter. 1929 wechselte er in die freie Wirtschaft. 1947 gab er seine Anstellung in einer Waldkircher Brauerei auf und wurde stellvertretender Leiter der Pressestelle des Landes Baden. Er war enger Mitarbeiter des Staatspräsidenten Leo Wohleb. 1948 wurde er Leiter der Kreisstelle für Denkmalschutz und Heimatpflege im Landkreis Emmendingen. Ab 1951 war er kurzzeitig im Staatlichen Amt für Ur- und Frühgeschichte tätig und danach Sachbearbeiter beim Denkmal- und Kulturamt des Regierungspräsidiums Freiburg. 1971 ging er in Pension.

### Heimatforschung
Früh hatte sein Vater sein Interesse an der Stadtgeschichte geweckt. Sein Heimatbewusstsein vertiefte er während seiner Schulzeit. Schließlich begann er während einer Erkrankung, die ihn über Jahre hinweg an das Krankenlager band, selbst zur Geschichte der Stadt Waldkirch und des Elztals zu forschen. Im November 1988 und im Dezember 1991 veröffentlichte er sein zweibändiges Werk Waldkirch und das Elztal.
Ab 1952 leitete er ehrenamtlich das neu eingerichtete Heimatmuseum der Stadt und wurde 1957 zum Ehrenbeamten ernannt. Er erweiterte die Sammlung und initiierte 1985 die Neueröffnung des Elztalmuseums im ehemaligen Propsteigebäude. 
1947 gründete er die Sektion Waldkirch des Breisgau-Geschichtsvereins „Schau-ins-Land“ und hatte bis 1982 dessen Vorsitz. 1948 war er Mitbegründer des Heimat- und Verkehrsvereins Waldkirch und bis 1958 Schriftleiter des Waldkircher Heimatbriefs.

## Ehrungen
- 1951: Verdienstkreuz am Bande der Bundesrepublik Deutschland
- 1982: Ehrenmitglied des Breisgau-Geschichtsvereins „Schau-ins-Land“
- 1983: Ehrenbürger von Waldkirch
- 1984: Verdienstmedaille des Landes Baden-Württemberg
- Ehrenmitglied der Stadtmusik Waldkirch
- Benennung des Hermann-Rambach-Wegs in Waldkirch

## Veröffentlichungen (Auszug)
- Die Stiftskirche St. Margaretha in Waldkirch. Ergänzte Auflage nach der unveränd. Ausg. von 1959. Waldkircher Verlagsgesellschaft, Waldkirch 1991, ISBN 3-87885-247-9.
- Pro musica. 1000 Jahre Musikpflege in Waldkirch. Waldkircher Verlagsgesellschaft, Waldkirch 1987, ISBN 3-87885-149-9 (aus: Zeitschrift des Breisgau-Geschichtsvereins Schau-ins-Land. 105, 1986).
- mit Otto Wernet: Waldkircher Orgelbauer. Zur Geschichte des Drehorgel- und Orchestrionbaus. Kirchenorgelbauer in Waldkirch. Waldkircher Verlagsgesellschaft, Waldkirch 1984, ISBN 3-87885-097-2.
- Der Kandel. Ein Fürst unter den Schwarzwaldbergen. Waldkircher Verlagsgesellschaft, Waldkirch 1982, ISBN 3-87885-082-4.
- Die Stadtgründungen der Herren von Schwarzenberg. Waldkirch und Elzach. Waldkircher Verlagsgesellschaft, Waldkirch 1976, ISBN 3-87885-017-4 (aus: Zeitschrift des Breisgau-Geschichtsvereins Schau-ins-Land. 94/95, 1976/77).
- Waldkirch und das Elztal. Band 1: Von den Anfängen bis Ende des 18. Jahrhunderts. Waldkircher Verlagsgesellschaft, Waldkirch 1989, ISBN 3-87885-184-7.
- Waldkirch und das Elztal.  Band 2: Das neunzehnte Jahrhundert. 1800–1900. Waldkircher Verlagsgesellschaft, Waldkirch 1991, ISBN 3-87885-240-1.